# 科索沃阿迪格人
科索沃阿迪格人，是自19世紀中期開始生活在科索沃地區的阿迪格人。
他們是在19世紀中期高加索戰爭流亡到奧斯曼帝國後被安置在這裡，在1998年人口有200人。在科索沃戰爭開始後他們回流俄羅斯，他們也在共和國首都邁科普建立了阿烏爾。